# Кокава
Кокава (пол. Kokawa) — село в Польщі, у гміні Миканув Ченстоховського повіту Сілезького воєводства.
Населення — 609 осіб (2011).
У 1975-1998 роках село належало до Ченстоховського воєводства.

## Демографія
Демографічна структура станом на 31 березня 2011 року:
|          | Загалом | Допрацездатний вік | Працездатний вік | Постпрацездатний вік |
| -------- | ------- | ------------------ | ---------------- | -------------------- |
| Чоловіки | 309     | 71                 | 207              | 31                   |
| Жінки    | 300     | 52                 | 189              | 59                   |
| Разом    | 609     | 123                | 396              | 90                   |